# Егг
Егг (нім. Egg) — містечко та громада округу Брегенц в землі Форарльберг, Австрія. Егг лежить на висоті 561 м над рівнем моря і займає площу 65,37 км². Громада налічує 3452 мешканців. Густота населення 53/км².  
Громада лежить в районі, який носить назву Брегенцький ліс. Неподалік розкинулося Боденське озеро. Населення Форальбергу розмовляє алеманським діалектом німецької мови, а тому ближче до швейцарців, ніж до населення більшої частини Австрії, яке розмовляє баварсько-австрійським діалектом. Основною індустрією Форальбергу є спортивний туризм, і кожен населений пункт має розвинуту інфраструктуру: транспорт, готелі тощо. 
|                              |
| Егг на мапі округу та землі. |

Адреса управління громади: Loco 873, 6863 Egg (Vorarlberg). 

## Демографія
Історична динаміка населення міста за даними сайту Statistik Austria